# Peter Reekmans
Peter Reekmans (Tienen, 9 januari 1975) is een Belgisch politicus voor LDD.

## Levensloop
Reekmans studeerde economische wetenschappen aan het Atheneum van Tienen en het College van Landen en behaalde nadien een getuigschrift in de marketing aan Groep T in Leuven. Na zijn studies belandde hij van 1998 tot 2008 als verkoopleider in de bouwsector. Daarnaast was hij van 2001 tot 2010 afgevaardigd bestuurder van de bouwonderneming Reekinvest, een functie die hij sinds 2014 opnieuw uitoefent. Daarnaast was hij van 2005 tot 2008 gedelegeerd bestuurder van de Leuvense ramen- en deurenproducent Finicasa en van 2005 tot 2012 zaakvoerder van het consultancybedrijf Reekconsult, een functie die hij sinds 2014 opnieuw bekleedt.
Op vijftienjarige leeftijd kocht Reekmans zijn eerste lidkaart van de liberale PVV, die in 1992 werd omgedoopt tot VLD. Hij werd actief binnen Jong VLD en was van 1996 tot 1998 de nationale voorzitter van de liberale jongerenafdeling. Hierbij ontwikkelde hij een turbulente relatie met de partijtop van VLD, die hij fel bekritiseerde. Om deze reden werd hij in 1998 afgezet als voorzitter van Jong VLD.
In 2002 werd Reekmans even uit VLD gezet na een jarenlang aanslepend conflict met Rudi Beeken, het liberale kopstuk van de gemeente Tielt-Winge, dat resulteerde in een rechtszaak tegen Beeken wegens diefstal en bedreigingen. Hij was vervolgens even actief voor de partij VeiligBlauw voor Leo Goovaerts, waarvoor hij in eerste instantie zou kandideren bij de federale verkiezingen van mei 2003. Nadat Goovaerts er echter niet in slaagde om een kartel te vormen met het Liberaal Appel van Ward Beysen, trok een ontgoochelde Reekmans zich terug als kandidaat. Drie jaar later, in 2006, werd Reekmans weer toegelaten tot de VLD, toen hij zijn burgerlijke partijstelling in de rechtszaak tegen Rudi Beeken terugtrok. Niettemin werd de zaak doorverwezen naar de correctionele rechtbank en werd Reekmans gedagvaard als getuige. Volgens Reekmans zette de partijtop hem vervolgens onder druk om zijn verklaring tegen Beeken af te zwakken en publiekelijk te zwijgen in zijn zaak, hetgeen in augustus 2007 een nieuwe breuk met Open Vld veroorzaakte.
Dezelfde maand nog stapte hij over naar LDD. Hij werd onmiddellijk toegelaten tot het nationale partijbestuur van de partij en was van 2008 tot 2009 nationaal secretaris van de partij. In december 2013 lanceerde hij de website www.verdokenlasten.be, waarop de evolutie van de gemeentelijke belastingsdruk in Oost-Brabant in kaart werd gebracht.
Bij de rechtstreekse Vlaamse verkiezingen van 7 juni 2009 werd hij verkozen in de kieskring Vlaams-Brabant. Hij bleef Vlaams Parlementslid tot mei 2014 en werd een van de actiefste parlementsleden van de legislatuur 2009-2014. Van 2009 tot 2012 was hij er secretaris en van 2012 tot 2014 ondervoorzitter van de commissie Mobiliteit en Openbare Werken. Van 2010 tot 2011 zetelde hij tevens in de commissie Bestuurszaken, Binnenlands Bestuur, Decreetsevaluatie, Inburgering en Toerisme, van 2010 tot 2014 in de commissie Buitenlands Beleid, Europese Aangelegenheden en Internationale Samenwerking en van 2011 tot 2014 in de commissie Landbouw, Visserij en Plattelandsbeleid. Van begin februari tot eind mei 2014 was hij LDD-fractieleider in het Vlaams Parlement. Bij de verkiezingen van mei 2014 verloor LDD echter al haar zetels, zowel in het federale als in het regionale parlement, waardoor ook Reekmans niet herkozen raakte. 
Sinds januari 2001 is hij ook gemeenteraadslid in Glabbeek. In diezelfde gemeente volgde na de gemeenteraadsverkiezingen van oktober 2012 een moeilijke en woelige coalitievorming. Eerst werden Reekmans en zijn partij uit de coalitievorming geweerd, maar daarna slaagden ze er toch in een coalitie met sp.a te vormen, nadat een CD&V-overloper zich had aangesloten bij de Dorpspartij. Reekmans werd in januari 2013 eerste schepen bevoegd voor Mobiliteit en vanaf januari 2014 was hij burgemeester. Hij volgde Jos Vicca (sp.a) op, die in het eerste jaar van de legislatuur de sjerp had mogen omgorden. In oktober 2016 bracht hij zijn eerste boek, Dorpsstraat-Wetstraat, uit bij uitgeverij Doorbraak. In december 2017 bracht hij  zijn tweede boek, De Vlaamse Ziekte, uit bij uitgeverij Doorbraak, waarin hij het web van de intercommunales in kaart bracht. 
Tijdens de gemeenteraadsverkiezingen van 14 oktober 2018 behaalde hij met zijn lokale Dorpspartij een absolute meerderheid van 12 op de 17 zetels (55%) in de gemeenteraad van Glabbeek. Hijzelf behaalde als lijsttrekker een score van 1.492 voorkeurstemmen, nooit eerder deed iemand hem dat in Glabbeek voor. Op 21 december 2018 legde hij de tweede keer de eed af als burgemeester van Glabbeek. Bij de lokale verkiezingen van 13 oktober 2024 verstevigde de Dorpspartij van Reekmans zijn absolute meerderheid tot 73,3 procent en 13 van de 17 zetels in de gemeenteraad. In december 2024 begon zijn derde termijn als burgemeester.